# Hudsonia ruber
Hudsonia ruber is een raderdiertjessoort uit de familie Gastropodidae. De wetenschappelijke naam van deze soort is voor het eerst geldig gepubliceerd in 1893 door Hood.